# Wanla-Kloster

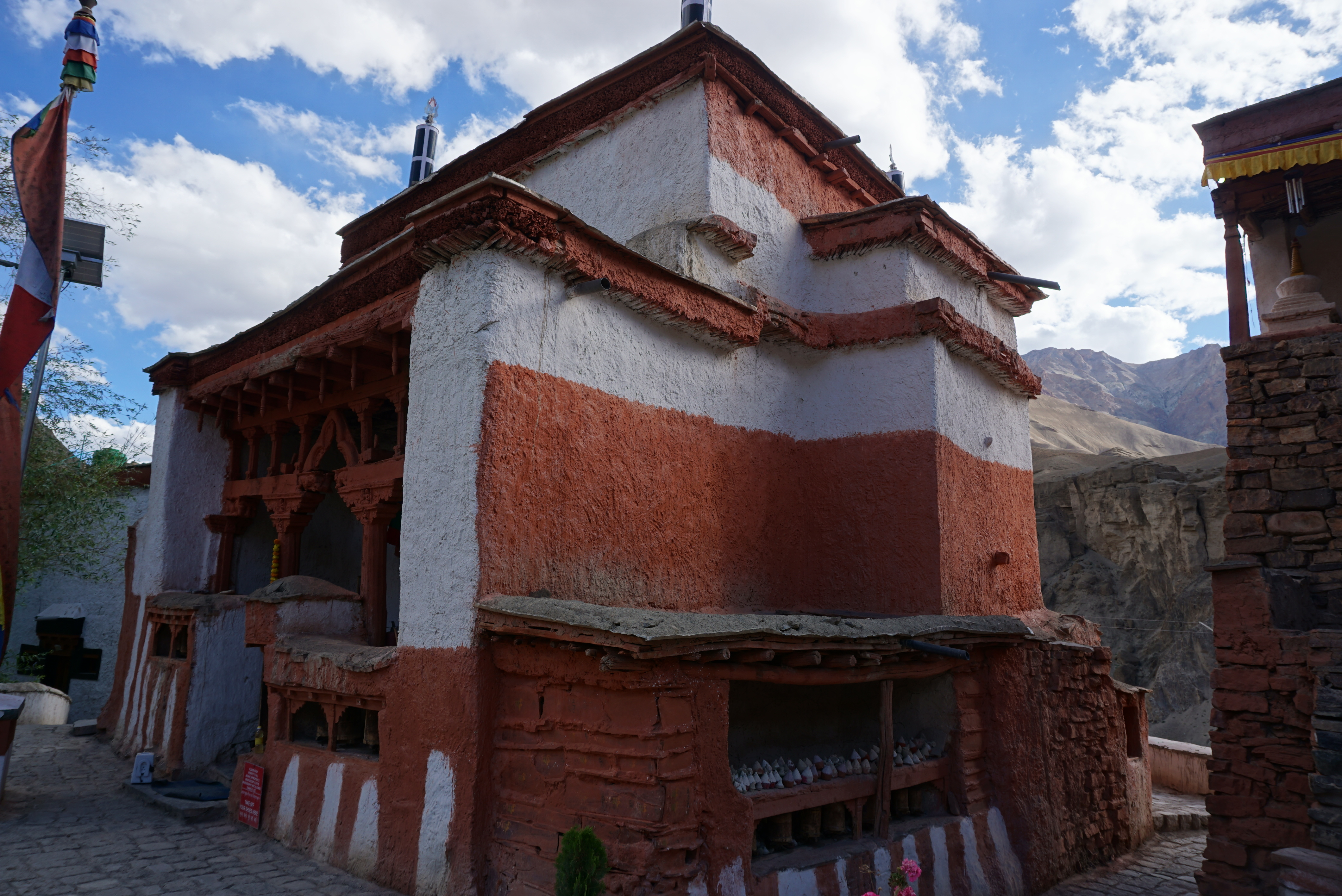
Wanla Gompa

Wanla Gompa (Urdu وانلا گومپا) ist ein buddhistisches Kloster auf einem Berg oberhalb des Ortes Wanla in Ladakh. Sein dreistöckiger gut erhaltener Avalokiteshvara-Tempel ist einer der ältesten bekannten Drigung-Kagyu-Gebetsorte, die in Ladakh erhalten sind. Wanla Gompa ist ein Unterkloster des Lamayuru-Klosters, das einen Mönch für tägliche Zeremonien und Zugang zum Kloster stellt. Das Hauptbild zeigt Avalokitesvara mit 11 Köpfen in „Chuchigzhel“-Form.
Das Kloster liegt mit einigen Nebengebäuden aus den 1980er Jahren in den wenigen Überresten einer Festung. Die Festung soll nach den Chroniken von Ladakh vom König Lhachen Ngaglug (lHa-chen Ngag-lug) im 12. Jahrhundert errichtet worden sein. Das Kloster wurde im 14. Jahrhundert in der Festung gebaut. Dieser Zeitpunkt ist bedeutend, da er eine anders bestehende Lücke zwischen dem Bau des Achi-Klosters mit seinen spätesten Bauten aus dem frühen 13. Jahrhundert und der Gründung des Königreichs Ladakh im frühen 15. Jahrhundert füllt.
Das Kloster wird von der Achi Association restauriert.